# Plumariidae
Plumariidae es una pequeña familia perteneciente al orden Hymenoptera.

## Géneros
- Plumarius Philippi, 1873
- Plumaroides Brothers, 1974
- Maplurius Roig-Alsina, 1994
- Mapluroides Roig-Alsina, 1994
- Myrmecopterina Bischoff, 1914
- Myrmecopterinella Day, 1977